# Cameron Hunt (Basketballspieler)
Cameron Hunt (* 25. August 1997 in Dallas) ist ein US-amerikanischer Basketballspieler.

## Laufbahn
Nach der Schulzeit im texanischen Duncanville studierte Hunt von 2015 bis 2019 am Southwestern College im US-Bundesstaat Kansas. In dieser Zeit gehörte er der Basketballhochschulmannschaft an, die in der zweiten Division der National Association of Intercollegiate Athletics (NAIA) antrat. Nach der Saison 2015/16, in der der 1,92 Meter große Aufbauspieler 6,9 Punkte je Begegnung erzielte, stiegen seine Werte 2016/17 stark an. Hunt kam 2016/17 auf Mittelwerte von 24,4 Punkten, 6,5 Rebounds und 3,4 Korbvorlagen pro Partie. Seine besten Leistungen für die Mannschaft des Southwestern College zeigte der Texaner im Spieljahr 2018/19, als er in 32 Spielen im Durchschnitt 31,5 Punkte erzielte und mit diesem Wert die zweite NAIA-Division anführte. Des Weiteren bereitete er pro Begegnung 6,8 Korberfolge von Mitspielern unmittelbar vor, holte 4,8 Rebounds je Partie, darüber hinaus gelang ihm statistisch ein Ballgewinn pro Einsatz. Hunt traf in dieser Saison 71 seiner 170 Dreipunktewürfe, was einer Trefferquote von 41,8 Prozent entspricht. In sechs Saisonspielen erzielte er 40 Punkte oder mehr, sein Höchstwert waren 46 Punkte. Er wurde als bester Spieler der Saison 2018/19 in der zweiten NAIA-Division ausgezeichnet. Als Hunt die Hochschule im Frühjahr 2019 verließ, stand er in der ewigen Korbjägerliste des Southwestern College auf dem ersten Rang.
Er begann seine Laufbahn als Berufsbasketballspieler beim deutschen Drittligisten TG Würzburg. In 19 Spielen der Saison 2018/19 erreichte Hunt für die Ausbildungsmannschaft des Bundesligisten s.Oliver Würzburg Mittelwerte von 21,7 Punkten, 5 Rebounds und 4,5 Korbvorlagen je Begegnung. Er nahm ebenfalls an den Übungseinheiten der Würzburger Erstliga-Mannschaft teil, im Februar 2020 wurde er mit einem Dreijahresvertrag ausgestattet und erhielt mit Beginn der Saison 2020/21 einen festen Platz im Würzburger Bundesliga-Aufgebot. Seinen Einstand in der höchsten deutschen Spielklasse gab er Anfang November 2020 im Spiel gegen Ulm. In der Saison 2022/23 war Hunt mit einem Mittelwert von 17,2 Punkten je Begegnung zweitbester Korbschütze innerhalb der Würzburger Bundesliga-Mannschaft. Nach dem Ende des Spielgeschehens in der Bundesliga wechselte er im Mai 2023 zum italienischen Erstligisten Derthona Basket. Mit der Mannschaft erreichte er in der italienischen Meisterschaft das Halbfinale.
Mitte Juni 2023 gab der französische Erstligist Jeanne d’Arc Dijon Bourgogne Hunts Verpflichtung bekannt. Im April 2024 errang er mit Dijon den Sieg im französischen Pokalwettbewerb. Hunt wechselte zur Saison 2024/25 in die spanische Liga ACB zu Bàsquet Manresa. Mit 13,7 Punkten je Begegnung sowie seiner Treffsicherheit beim Dreipunktewurf (40 Prozent Erfolgsquote) war er einer der Leistungsträger Manresas und weckte das Interesse des Ligakonkurrenten Joventut de Badalona, der Hunt im Sommer 2025 verpflichtete.